# Пад Зете (1496)
Пад Зете (1496) односно други пад државе Црнојевића, представља поновни и коначни пад средњовјековне државе Зете под власт Османског царства у јесен 1496. године. Коначна пропаст државности Зете означена је одласком последњег зетског владара Ђурђа Црнојевића са Цетиња и успостављањем непосредне турске власти на цјелокупном подручју Горње Зете, укључујући и област првобитне (старе) Црне Горе. Непосредно након турског запоседања земље, дотадашња област Црнојевића организована је као вилајет Црнојевића у саставу Скадарског санџака, а први попис новоствореног вилајета обављен је већ прије марта 1497. године. Другим падом Зете означена је коначна пропаст последње српске средњовековне државе.

## Пад државе Црнојевића
Иако је Зета након првог пада под турску власт 1479. године успјела да обнови своју државност већ током 1481. године, политички положај државе Црнојевића почео је убрзано да се погоршава недуго након смрти Ивана Црнојевића у јулу 1490. године. Његов син и насљедник Ђурађ Црнојевић суочио се са бројним политичким изазовима, који су проистицали из супротстављених млетачких и турских интереса, који су се укрштали управо на ширем подручју Зете. Као млетачки зет, Ђурађ Црнојевић је донекле поправио од раније нарушене односе са Млетачком републиком, али је тиме изазвао незадовољство на другој страни, међу појединим сродницима и поданицима који на челу са Ђурђевим братом Стефаном нијесу жељели да кваре односе са султаном.
Када је француски краљ Карло VIII, освојивши 1495. године Напуљску краљевину  почео да ради на стварању антитурског савеза, међу потенцијалним савезницима се нашао и Ђурађ Црнојевић. Везе између Карла и Ђурђа успоставио је Ђурђев ујак Константин Аријанит, који је живео у Италији. Међутим, против тог савеза били су Млечани који су зазирали од француског учвршћивања у Италији, па су зато склопили савез против Француза у који су ушли још и Хабзбуршка монархија, Миланско војводство и папа Александар VI. Тој коалицији успјело је не само да потисне Карла из Напуља него и да компромитује његове антитурске планове.
Антитурску политику није подржавао ни Ђурђев брат Стефан Црнојевић, који је у јесен 1496. године дошао на Цетиње, где је обавијестио Ђурђа да турски султан захтева од свог вазала, зетског владара, да одмах дође у Цариград на поклоњење, или да напусти своју државу. Нашавши се у опасности, Ђурађ је одлучио да заједно са породицом и пратњом напусти Цетиње, а затим је преко Будве отишао за Италију. И исто вријеме, власт над Зетом преузели су Турци, који су цјелокупно подручје Горње Зете, укључујући и област првобитне (старе) Црне Горе, прикључили Скадарском санџаку. Тиме је крајем 1496. године означена коначна пропаст Зете, а уједно и пропаст последње српске средњовековне државе.

## Посљедице
Приликом запоседања Зете крајем 1496. године, Турци су првобитно наступали са посебним уважавањем према Стефану Црнојевићу, који није напустио земљу. Иако се Стефан понадао да ће га султан прихватити као новог владара у Зети, то се показало као неоствариво. Пошто су власт у земљи преузели без отпора, Турци нијесу имали намјеру да поставе Стефана, нити било кога другог, за новог владара у Зети. Једини уступак Стефану учињен је тиме што му је дозвољено да у личном власништву задржи породичне посједе Црнојевића.
Непосредно након турског запоседања земље, дотадашња област Црнојевића била је организована као вилајет Црнојевића, чији је први попис обављен већ прије марта 1497. године. У новембру 1498. године помиње се турски субаша као управитељ у областима које су раније припадале држави Црнојевића (итал. subaslach governador di stato fo di Zernovich). Управо у то вријеме, Стефан Црнојевић је пао у немилост код скадарског санџакбега Фериза, који га је чак и притворио, али не зна се тачно због ког узрока. Претпоставља се да су Турци добили некакве вести о Стефановим евентуалним везама са братом Ђурђем или Млечанима, с којима су недуго потом поново ушли у рат (1499-1502). Зета је и даље остала под непосредном турском влашћу у саставу Скадарског санџака, као вилајет Црнојевића све до 1513. године, када је извршена нова реорганизација, у склопу које је створен посебан санџак Црна Гора.
Како је мирно примљена турска власт, наглашава Јован Томић који је посебно проучавао овај период, „види се из факта да је за време млетачко-турског рата од 1499-1502. године у Црној Гори није било ни једног озбиљног покушаја млетачког против Турака, јер су они тамо имали више присталица него Млечићи. Да су о томе знали Млечићи, поред сенатског необраћања пажње предлогу да се у Црној Гори отпочне акција против Турака за доказ служи и појава, што нека села, која су била под млетачком влашћу, приђоше Турцима. Которска властела својим понашањем према становништву тих села, допринела су, да је ово претпостављало турско господарство њиховом, а омразе с Приморја и бољи изглед на плен од млетачких поданика него од султанових, одржаше Црногорце у већој наклоности према Турцима него према Млечићима“.